# Jane Air
«Jane Air» — російський рок-гурт з Санкт-Петербурга. Гурт грає у багатьох альтернативних жанрах: хард-рок, панк-рок, нью-метал та інші.
Вже у 2002 році «Jane Air» підписують контракт з лейблом «Капкан Records» і випускають першу платівку «Pull Ya? Let It Doll Go!».
Через три роки на цьому ж лейблі виходить друга платівка — «Jane air» . Пісня «Junk» з цього альбому стала «Піснею року» і отримала премію RAMP (Rock Alternative Music Prize) музичного телеканалу A-One. 
У 2006 році з'являється третя платівка групи під назвою «Pere-Lachaise» («Любовь и Немного Смерти»), яка позначилась новим звучанням та кліпами на пісні. 
Четверта платівка «Sex and Violence» вийшла у 2007 на іншому лейблі «A-One Records».

## Склад
- Антон «Boo!» Ліссов — вокал
- Сергій «Gokk» Макаров, — бас-гітара, (засновник гурту)
- Антон «Toxa» Сагачко — барабани
- Сергій «Корень» Ґріґорьєв — гітара

## Дискографія
| 2010 | Weekend warriors                        |  |
| 2009 | Джульєтта (single)                      |  |
| 2009 | Апокаліпсіс Уже За Тобой (Single)       |  |
| 2009 | Кан-Кан (Single)                        |  |
| 2009 | Моя Стая (Single)                       |  |
| 2007 | Новий Год Одна (Single)                 |  |
| 2007 | Sex And Violence                        |  |
| 2006 | Pere-Lachaise (Любовь І Нємного Смєрті) |  |
| 2006 | Jane Air (Remixed And Remastered)       |  |
| 2005 | Стьокла Стєкла (Single)                 |  |
| 2004 | Jane Air                                |  |
| 2004 | Junk (Single)                           |  |
| 2002 | Pull Ya? Let It Doll Go!                |  |
| 2001 | За Бородіно Отвєтітє (Demo)             |  |
| 2001 | Check One (Demo)                        |  |